# Phacellaria caulescens
Phacellaria caulescens là một loài thực vật có hoa trong họ Santalaceae. Loài này được Collett & Hemsl. miêu tả khoa học đầu tiên năm 1890.